# Slanklav
Slanklav (Collema flaccidum) är en lavart som först beskrevs av Erik Acharius, och fick sitt nu gällande namn av Erik Acharius. Slanklav ingår i släktet Collema och familjen Collemataceae.  Arten är reproducerande i Sverige. Inga underarter finns listade i Catalogue of Life.